# Otto Schwanz
Otto Schwanz (* 11. November 1939 als Wolfgang Otto Albert Waldemar Schwanz; † 17. August 2003) war ein Bordellbetreiber in Berlin-Wilmersdorf.

## Leben
Schwanz war gelernter Fliesenleger. Nach Milieukämpfen wurde Schwanz der Leibwächter des Berliner Bordellbesitzers Hans Helmcke. In den 1970er Jahren betrieb er in West-Berlin die Bordelle „Me and You“ und „Mireille“, dann den im Berliner Europa Center gelegenen „Blauen Engel“. Schwanz hatte gut funktionierende Beziehungen in Wirtschaft und Politik. So durfte er an der Eröffnung des ICC 1979 als Ehrengast des Regierenden Bürgermeisters Dietrich Stobbe (SPD) teilnehmen. In Boulevardblättern wurde er als „Bordell-König“ tituliert.
Er besaß ein DDR-Dauervisum und aus dem Handel mit Spirituosen stammende gute Kontakte zu Alexander Schalck-Golodkowski.
Als Protagonist des Berliner Bauskandals oder Antes-Skandals wurde er 1987 zu sechseinhalb Jahren Freiheitsstrafe wegen Bestechung verurteilt. In der Justizvollzugsanstalt erlernte er den Beruf eines Buchbinders. Er konnte nach seiner Entlassung nicht mehr an frühere Geschäftserfolge anknüpfen, sondern bezog Arbeitslosengeld. 1998 wurde er wegen Fälschung von Fahrkarten der Berliner Verkehrsbetriebe zu einer Freiheitsstrafe von vier Jahren und drei Monaten verurteilt.
Nachrufe wie in der Wochenzeitung Die Zeit bezeichneten ihn als „Stück nationaler Verbrechenskultur“ und wegen seiner Ost-Kontakte als „Zuhälter der Entspannungspolitik“.
Schwanz war langjähriges Mitglied in der Wilmersdorfer CDU.